# Robert Woolley (claveciniste)
Robert Woolley, né le 8 janvier 1954 à Londres (Royaume-Uni), est un claveciniste, organiste et pianofortiste classique britannique et professeur de clavecin et autres instruments de musique ancienne au Royal College of Music.

## Biographie
Né à Londres le 8 janvier 1954, Robert Woolley étudie au Royal College of Music (RCM) à Londres avec Ruth Dyson (1970-1975), suit les master-classes données par Kenneth Gilbert et George Malcolm, puis fait ses débuts à Londres en 1976.
Il devient professeur au Royal College of Music où il enseigne le clavecin et le clavicorde.